# Isenbüttel
Isenbüttel là một đô thị thuộc the huyện Gifhorn, trong bang Niedersachsen, Đức. Đô thị này có diện tích 18,65 km². Đô thị này có cự ly khoảng 6 km về phía đông nam của Gifhorn, và 20 km về phía bắc của Braunschweig.
Isenbüttel là thủ phủ của Samtgemeinde Isenbüttel ("đô thị tập thể").